# Platypsecas
Platypsecas Caporiacco, 1955 è un genere di ragni appartenente alla famiglia Salticidae.

## Distribuzione
L'unica specie oggi nota di questo genere è stata rinvenuta in Venezuela.

## Tassonomia
A giugno 2011, si compone di una specie:
- Platypsecas razzabonii Caporiacco, 1955[2] — Venezuela